# Kombinat Polygraph Werner Lamberz

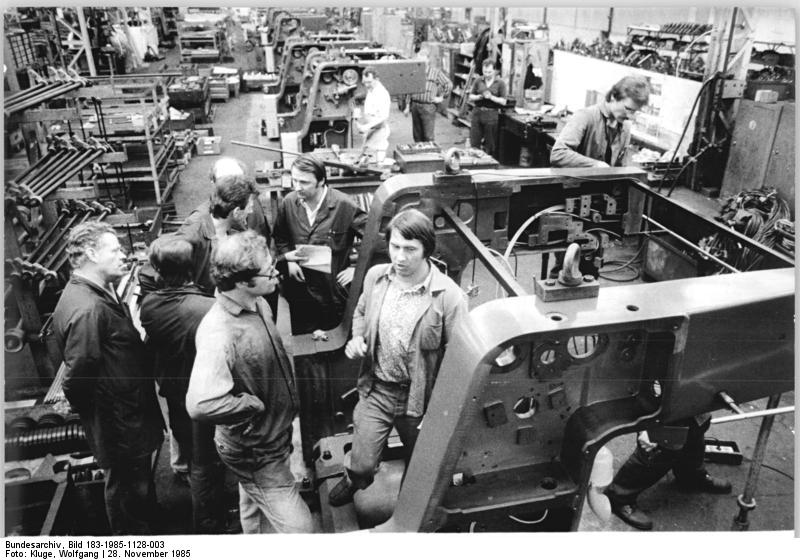
Druckmaschinenfertigung in einem Kombinatsbetrieb

Das Kombinat Polygraph Werner Lamberz war ein Industriekombinat mit Stammsitz und Sitz der Kombinatsleitung in Leipzig. Es umfasste acht Volkseigene Betriebe mit über 40 Betriebsteilen der Branche papierverarbeitender Maschinenbau in der gesamten DDR. Die Gesamtzahl der Beschäftigten lag bei etwa 16.000.

## Geschichte

### Gründung und Zusammensetzung
Das Kombinat wurde 1970 als Nachfolger der VVB Polygraph gegründet. 1979 erhielt es den Namen des verstorbenen SED-Politbüromitglieds Werner Lamberz. Das Kombinat war direkt dem Ministerium für Werkzeug- und Verarbeitungsmaschinenbau unterstellt. Weitere zentralgeleitete Kombinate des Maschinenbaus können in der Liste von Kombinaten der DDR eingesehen werden.
Stammbetrieb des Kombinats war der VEB Leipziger Buchbindereimaschinenwerke (LBW), der 1960 aus der Fusion der beiden VEB Buchbindereimaschinenwerk Leipzig (ehemals Firma Karl Krause) und VEB Falz- und Heftmaschinenwerk Leipzig (ehemals Firma Gebrüder Brehmer) entstanden war. Weitere wichtige Betriebe waren der VEB Planeta Radebeul, der VEB Plamag Plauen, der VEB Kama (Kartonagemaschinen) Dresden (ab 1985 an Planeta angegliedert) und der VEB Druckmaschinenwerke Leipzig.
Der VE AHB Polygraph Export/Import in Berlin, der dem Ministerium für Außenhandel unterstellt war, war der für Waren des Kombinats zuständige Außenhandelsbetrieb.

### Marktstellung
Trotz systembedingter Faktoren zum Nachteil der internationalen Wettbewerbsfähigkeit (Investitionsrückstände, Kontingentierung von Material, Verkauf von Lizenzen auf dem Westmarkt usw.) war das Kombinat ein wichtiger Devisenlieferant für die DDR-Volkswirtschaft. Zu Beginn der 1980er Jahre betrug die Exportquote des Kombinats rund 90 % der Gesamtproduktion. Die Betriebe des volkseigenen Kombinats exportierten verschiedene Produkte auch in westliche Märkte. Hier besetzte das Kombinat durch niedrigpreisige Maschinen Marktnischen, beispielsweise in der Bundesrepublik und in den USA. Exportembargos westlicher Staaten wurden teilweise umgangen, indem Produkte, die gemäß der COCOM-Listen restringiert waren (beispielsweise Steuerungstechnik), erst beim Endkunden aufmontiert wurden. Das Kombinat Polygraph war mit dem Kauf des Handelsunternehmens „Royal Zenith“ im Januar 1990 weiterhin die erste ostdeutsche Organisation, die ein US-amerikanisches Unternehmen übernahm. Obwohl das nichtsozialistische Wirtschaftsgebiet (NSW) mit einem Anteil von 60 % an den Exporten eine sehr hohe Wichtigkeit als Absatzmarkt besaß, war die Sowjetunion dennoch größter Einzelabnehmer von Polygraph-Produkten. Die Druckindustrie der Sowjetunion bezog zwischen 70 % und 90 % ihrer Maschinen aus der DDR.

### Auflösung und Verbleib der Kombinatsbetriebe
Nach der Wende wurde das Kombinat 1990 aufgelöst und die einzelnen Betriebe privatisiert. Die wichtigsten Betriebe wurden dabei von den westdeutschen Branchenführern übernommen:
So wurde der ehemalige Stammbetrieb VEB Polygraph Buchbindereimaschinenwerke Leipzig, der sich schon zu Jahresbeginn 1990 in VEB Brehmer Leipzig umbenannte, durch die Hamburger McCain Buchbindereimaschinen übernommen. Das Werk gehörte damit mittelbar zum Unternehmen McCain aus Chicago, das vor der Übernahme kleiner war als der Leipziger Standort. Im Jahr 1994 wechselte der Leipziger Betrieb abermals den Eigentümer und wurde durch den Ludwigsburger Falzmaschinenhersteller Stahl übernommen. Durch den Aufkauf Stahls gelangte der ehemalige Kombinatsbetrieb 1999 zur Heidelberger Druckmaschinen AG. Der Leipziger Produktionsstandort, der als Kompetenzzentrum für Sammelhefter und Klebebinder fungierte, wurde im Mai 2015 endgültig geschlossen.
Der VEB Polygraph Druckmaschinenwerke Leipzig wurde mit Beginn des Juni 1990 in die Zirkon Druckmaschinen GmbH überführt. Der Betrieb verfügte ursprünglich über acht Betriebsteile in Leipzig, die rund 1800 Mitarbeiter beschäftigten. Die Zahl der Beschäftigten reduzierte sich schon in den frühen 1990er Jahren auf rund 500. Im Jahr 1994 wurde das Unternehmen privatisiert. Mit Stand von 2021 befindet sich die Zirkon Druckmaschinen GmbH im Besitz der AUDAX-Gruppe, einer Beteiligungsgesellschaft mit Fokus auf der Herstellung von Reisemobilen („Concorde Reisemobile“). Der Konzern verbuchte im Geschäftsjahr 2020 einen Umsatz in Höhe von rund 81 Millionen Euro, wovon der weitaus größte Teil durch Reisemobile erwirtschaftet wurde.
Mit 5300 Mitarbeitern zählte der VEB Polygraph Druckmaschinenwerk Planeta Radebeul zu den größten Arbeitgebern im Dresdner Umland. Diese Zahl ging bis 1992 auf 1250 Beschäftigte zurück, mit denen noch ein Umsatz in Höhe von 230 Millionen Mark erwirtschaftet wurde. Schon im März 1991 konnte das Unternehmen durch einen Verkauf an Koenig & Bauer erfolgreich privatisiert werden. Die zu Jahresbeginn 1990 von Polygraph übernommene Vertriebsgesellschaft Royal Zenith wurde als „KBA-Planeta North America Inc.“ fortgeführt. Der Standort Radebeul ist mit Stand 2025 das unternehmensinterne Zentrum für die Produktion von Bogenoffset-Maschinen bei Koenig & Bauer.
Der VEB Polygraph Druckmaschinenwerk Plamag Plauen wurde 1990 durch MAN Roland übernommen. Im Zuge der Insolvenz von MAN Roland 2011 – zu diesem Zeitpunkt firmierend als „manroland“ – wurde der Plauener Standort mit 700 Mitarbeitern geschlossen und bei der Ausgründung des Rollenoffset-Maschinen-Baus in die Manroland Web Systems 2012 nicht berücksichtigt. Im Jahr 2015 gründete der bayerische mittelständische Maschinenbauer IBS am selben Standort die IBS-PLAMAG Maschinenbau GmbH als Unternehmen der Lohnfertigung. 2017 erfolgte die Veräußerung der Gesellschaft an Krauss-Maffei. Im Jahr 2018 beschäftigte das Unternehmen Plamag GmbH wieder 140 Mitarbeiter, pflegte zum polygraphischen Maschinenbau aber nur noch eine untergeordnete Verbindung in der Funktion als Lohnfertiger.
Der Postpress-Maschinenbauer VEB Polygraph Schneidemaschinenwerk Perfecta Bautzen wurde im Mai 1992 an das Unternehmen Emil Waller in Neuss veräußert. Emil Waller war ein Händler von Maschinen der Druckindustrie, der unter anderem schon zu DDR-Zeiten Polygraph-Erzeugnisse in der Bundesrepublik vertrieb. Perfecta schrumpfte hierbei von einer Belegschaft von 1000 Mitarbeitern auf 300 und konzentrierte sich räumlich auf seinen Bautzener Standort. Die Zahl der jährlich gebauten Maschinen halbierte sich nach der Privatisierung von 800 bis 1000 Stück auf 470 Stück. Zum Geschäftsjahr 2021 beschäftigte die Perfecta Schneidemaschinenwerk GmbH rund 78 Mitarbeiter und war Teil der Baumann-Gruppe.
Die Polygraph Nordhausen GmbH trat ab 1992 als der privatisierte Nachfolgebetrieb des VEB Polygraph Nordhausen auf. Das Unternehmen bediente unter anderem die ehemalige Kombinats-Schwester McCain-Brehmer in Leipzig als Zulieferer. Neben der Zulieferertätigkeit fertigte der Betrieb auch selbst Buchbindereimaschinen und Sondermaschinen. Die Polygraph Nordhausen GmbH ging Ende 1993 in die Insolvenz. Als weitere Nachfolgegesellschaft wurde 1994 die Graphischer Maschinenbau Nordhausen GmbH gegründet, welche sich ebenfalls in der Lohnfertigung betätigte und Peripherie-Geräte für Buchbindereien sowie Klebebinder und Sondermaschinen produzierte. Dieses Unternehmen meldete 2010 Insolvenz an.
Der VEB Polygraph Kontakta Leipzig - Wissenschafts- und Dienstleistungszentrum wurde als jüngster Kombinatsbetrieb im Februar 1990 gegründet. Mit seiner Gründung wurden Dienstleistungs- und Forschungsaktivitäten anderer Kombinatsbetriebe nach einem Profitcenter-Ansatz gebündelt. Zu den Betriebszwecken zählten unter anderem die Grundlagenforschung auf dem Gebiet des polygraphischen Maschinenbaus, der zentrale Vertrieb von Druckereibedarf, die Erstellung von Werbematerial und die Erbringung von Dienstleistungen wie der zentralen Reiseplanung für andere Betriebe des Kombinats. Im Juni 1990 wurde die Polygraph contacta GmbH als Nachfolgegesellschaft gegründet. Polygraph contacta firmiert seit 1993 als Sächsisches Institut für die Druckindustrie (SID) – eine Kapitalgesellschaft, deren alleiniger Gesellschafter der gemeinnützige Verein Polygraph Leipzig e.V. ist. Das Institut bietet Dienstleistungen wie Beratungs-, Mess-, Abnahme- und Forschungsleistungen für die grafische Industrie an.
Im, rund 600 Beschäftigte umfassenden, VEB Polygraph Maschinenteile Polymat Staaken wurden Maschinenteile für andere Kombinatsbetriebe gefertigt. 1991 wurde die Metall-Industrie-Werke Staaken GmbH gegründet. Dieses Unternehmen wurde ab 2005 liquidiert.

## Zugehörige Betriebe
Zum Kombinat gehörten die folgenden Betriebe:
- VEB Polygraph Buchbindereimaschinenwerke Leipzig; (Stammbetrieb)
- VEB Polygraph Druckmaschinenwerk Plamag Plauen
- VEB Polygraph Druckmaschinenwerk Planeta Radebeul
- VEB Polygraph Druckmaschinenwerke Leipzig
- VEB Polygraph Kontakta Leipzig - Wissenschafts- und Dienstleistungszentrum
- VEB Polygraph Maschinenteile Polymat Staaken
- VEB Polygraph Schneidemaschinenwerk Perfecta Bautzen
- VEB Polygraph Steuerungs- und Anlagenbau Leipzig
- VEB Polygraph Nordhausen; (ehemals: VEB Tapetendruckmaschinen Nordhausen)